# Canut

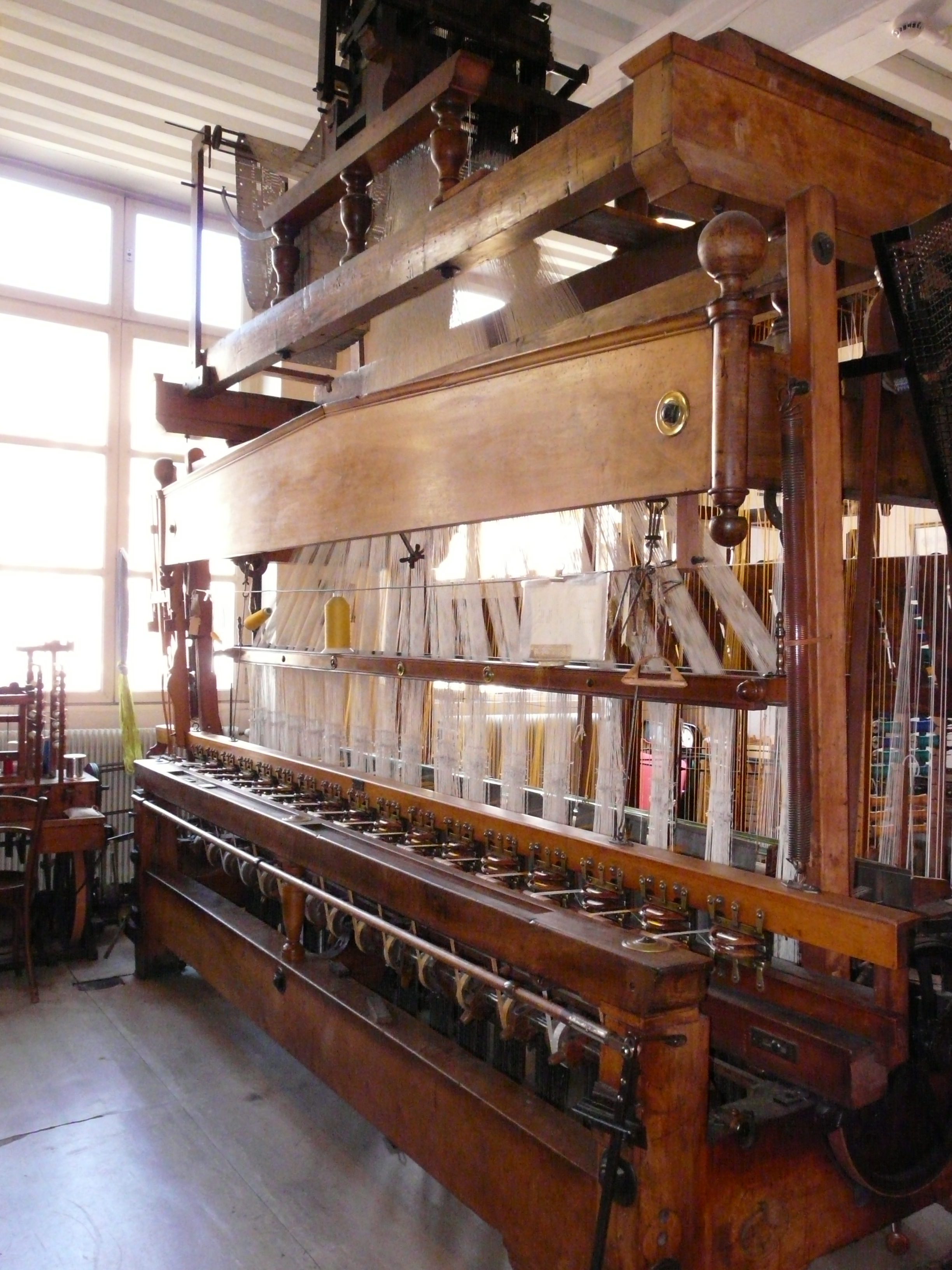
Telaio canut

I canut, pronunciato [kany], erano gli operai della tessitura della seta sulle macchine per tessere. Si chiamavano anche: 
(Louis René Villermé.)
All'interno della fabbrica, questi uomini o donne erano tra i lavoratori più considerati, più numerosi e guadagnavano più degli altri. Si trovavano principalmente nel distretto di La Croix-Rousse a Lione (Francia) nel XIX secolo. 
Un canut poteva anche essere, a seconda del contesto in cui veniva utilizzato il termine, il maestro artigiano tessitore, proprietario del suo strumento di lavoro.
I canut, noti soprattutto per le loro rivolte, influenzarono i grandi movimenti di pensiero sociale del XIX secolo, dal sansimonismo a Karl Marx, passando per Fourier e Proudhon.

## Storia

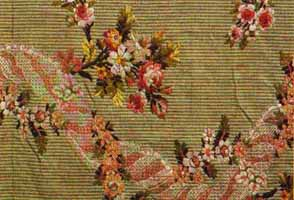
Broccato di seta tessuto a Lione alla fine del XVIII secolo

Dal XVIII secolo, la "fabrique" (vale a dire, l'industria della seta) rese Lione la prima città operaia di Francia.
(Clair Tisseur)
Questa frase fu scritta, nel XIX secolo, da Clair Tisseur nel suo dizionario La Littré della Grand'Côte; quest'anima si formò nel XVIII secolo in questo quartiere della "Grand'Côte" che allora era occupato dai tessitori. Il loro spirito, i loro valori erano costruiti dalla cornice di seta di riferimento. Pertanto, il telaio era spesso al centro di un contratto di matrimonio. Il contesto urbano, molto stretto, in continuo mutamento, offriva solo una scelta di problemi, che ruotavano intorno al lavoro creativo: fanghi e rifiuti venivano portati fuori città in barili chiusi, in modo che il gas emanato non si spandesse nell'atmosfera. Nel 1781, ad esempio, se una signora Chartes faceva riparare un tramezzo, Anne Bouvier, la sua vicina, una tessitrice di seta, chiedeva un risarcimento per la polvere che cadeva sul frutto del suo lavoro; se il passaggio dei pescivendoli invadeva l'atmosfera con un odore pestilenziale, secondo i canut, così forte da rischiare di cambiare i colori della seta, erano tenuti a chiudere i loro carretti. La superficie degli appartamenti è conteggiata nel numero di telai che potevano essere installati. Questi appartamenti servivano sia come officina che come alloggio, ma ciò che apparteneva all'ordine domestico veniva il più possibile posto all'esterno. In officina tutti rimanevano concentrati sul proprio compito. Questo silenzio, dove solo i gesti erano significativi, contribuiva allo sviluppo del lavoro e, quindi, all'equilibrio della vita familiare. Attorno alla seta, uomini e donne costruivano il loro minimo vitale attraverso la nozione della creazione: era la consapevolezza di una creazione ricca che li trasportava in tempi di scarsità. La calma e la concentrazione imponevano un minimo emotivo nell'ambiente accogliente e cerimoniale del laboratorio. Molti apprendisti non riuscivano a diventare un operaio a causa di questa difficile disciplina sentimentale. Dalla casa-officina alla strada, veniva messa in atto tutta una serie di protocolli, basati su passaggi chiusi da porte e serrature che regolavano l'accesso. E per strada si dispiegava un'intera esistenza di condivisione e solidarietà, la costituzione di una famiglia allargata, dove si esprimevano vicinato, sentimenti o sessualità. Se una persona era ricercata dalla polizia, veniva subito avvertita, nascosta e protetta. Fu questa organizzazione morale, fatta di rassegnazione e di un profondo orgoglio per il lavoro della seta, che formò il dinamismo della fabbrica e la sua energia rivoluzionaria..
All'inizio del XIX secolo, l'arrivo di grandi telai per la tessitura (come i telai Jacquard) modificò profondamente la lavorazione della seta, ma anche il modo di vivere degli operai. Questi telai erano troppo alti per essere utilizzati nelle abitazioni nei quartieri di Saint-Nizier, Saint-Georges e Saint-Jean.
I vecchi conventi di La Croix-Rousse, con soffitti molto alti, erano perfetti per ospitare i primi telai meccanici, ma molto rapidamente fu necessario costruire nuovi edifici per installare i nuovi telai (es.: Clos Dumenge). Gli edifici erano costruiti secondo queste imponenti misure: alti almeno 4 metri, erano dotati di alte finestre e con soffitti rinforzati da travi di quercia.
Il comune di La Croix-Rousse, che non era ancora annesso alla città di Lione, offriva altri vantaggi: si trattava di una zona esente dalla concessione, riparata dalle inondazioni, e i cui affitti erano inferiori a quelli di Lione.
Si realizzò così la nascita di un distretto manifatturiero e soprattutto di una specifica categoria professionale, i "canut".
Si poteva quindi distinguere due categorie di lavoratori della seta: maestri tessitori (o direttori di officina) e operai, i primi si distinguevano solo per il fatto di possedere i loro telai.
Nel 1834 il numero dei capisquadra conobbe un forte aumento, raggiungendo le 2 500 unità. Questi nuovi arrivati radicalizzarono la loro professione a favore del mutualismo. All'epoca, dal 1828, il "Devoir mutuel", un'organizzazione di auto-aiuto, sviluppò un riavvicinamento con i repubblicani (vedi repubblicani francesi sotto la monarchia di luglio), attraverso la Società dei diritti umani, che fu creata a Lione nel 1833. Tuttavia, consapevoli della loro singolarità, i canut si adoperarono, non senza alcune crisi interne, a favore del mutualismo. Così, nel 1834, quando i repubblicani li esortarono a ribellarsi, i canut scelsero la moderazione. Preferirono la dottrina di Fourier, il fourierismo. Mentre i repubblicani facevano affidamento sullo sviluppo politico per cambiare la società, i fourieristi cercavano quello sviluppo in lavori diversificati, che corrispondevano meglio a ciò che stava accadendo nella fabbrica tessile. Il fourierismo spiegava ai canut come, a partire dalla loro attività, prendere il controllo dei loro salari, emanciparsi in politica, diventare gli attori della loro vita. È in questo spirito che si interrogarono sul ruolo delle donne e dei modelli di associazione
Nel 1835, l'amministrazione aveva circa 8 000 capi officina a Lione (metà dei quali a La Croix-Rousse). C'erano quasi 30 000 "compagnon", questa valutazione comprendeva mogli e figli dei capisquadra, ma non gli apprendisti. Tra gli operai vi erano leggermente più uomini che donne (nel 1834 ad esempio 1234 operai, 897 operaie, 670 apprendisti e 599 apprendiste). Tuttavia, in tutte le attività manifatturiere c'erano più donne che uomini.

### La rivolta dei canut

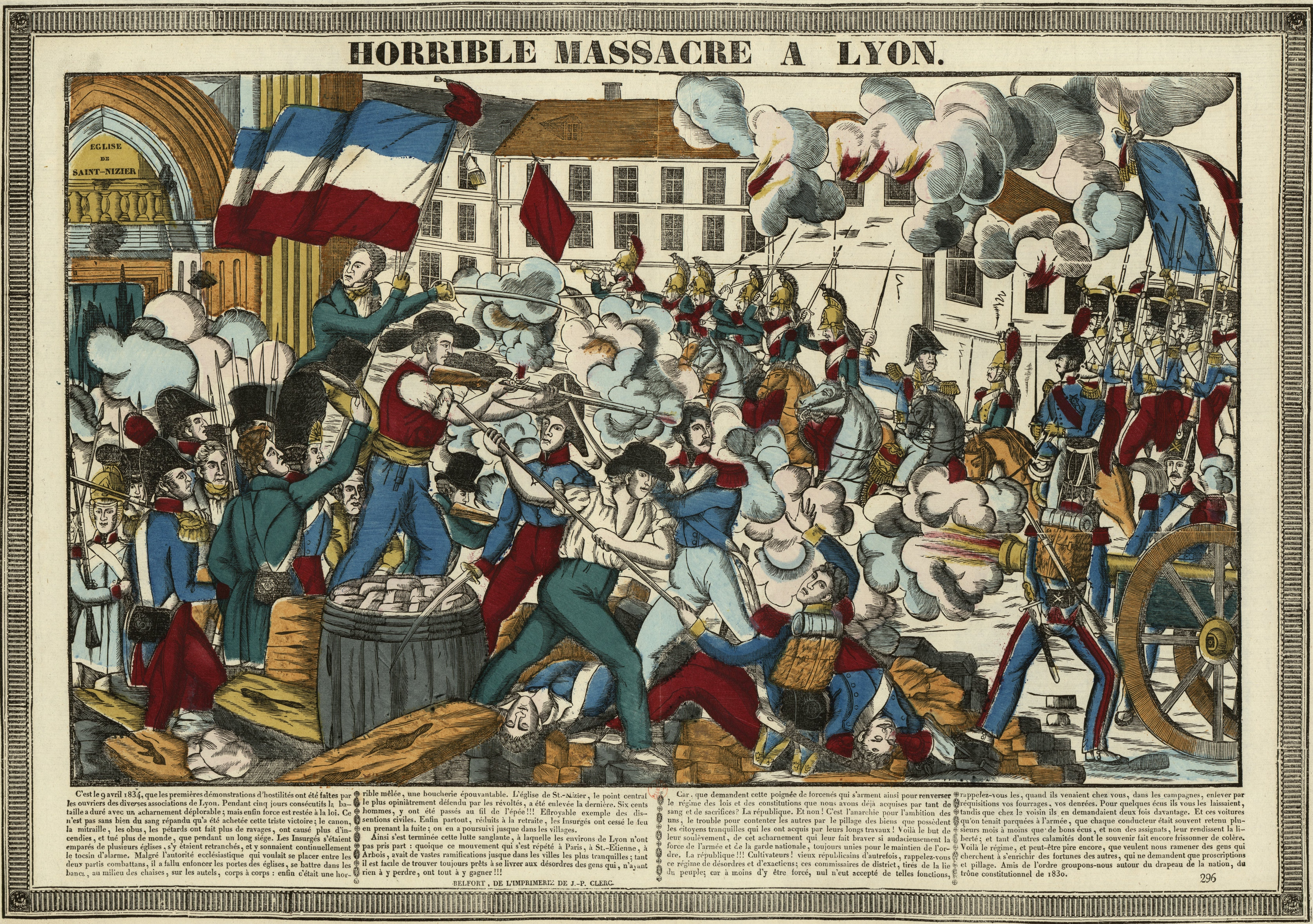
Rivolta dei Canut del 1834. Xilografia colorata, BNF.

I canut, sottoposti a dure condizioni di lavoro (lavoravano diciotto ore al giorno), si ribellarono in numerose occasioni. La loro prima rivolta, nel novembre 1831, è considerata una delle prime rivolte operaie. Occuparono Lione al grido di: "Vivre libre en travaillant ou mourir en combattant! (Vivere liberi lavorando o morire combattendo!). Il re Luigi Filippo inviò 20 000 uomini e 150 cannoni per reprimere la rivolta.
Il 14 febbraio 1834, i canut si ribellarono di nuovo, occupando le alture di Lione, e affrontarono 12 000 soldati per sei giorni, approfittando dei traboule, passaggi bui che permettevano loro di passare da una strada all'altra attraverso gli edifici.
Una terza insurrezione ebbe luogo nel 1848, al momento della proclamazione della Seconda Repubblica. Era guidata dalla società operaia "Vorace". La repubblica consentì alle società operaie di uscire dalla clandestinità autorizzando associazioni di tipo mutualistico o cooperativo.
Gli stessi "Vorace" guidarono una quarta insurrezione nel 1849, facendo eco alla rivolta dei repubblicani parigini. Circoscritta nel sobborgo di La Croix-Rousse, venne violentemente repressa.

### Dopo le rivolte
Dopo le rivolte, alcuni operai della seta cercarono di produrre altrove. Crebbe l'emigrazione dei commerci nelle campagne. Nelle zone rurali, i lavori erano un supplemento al reddito della terra. Essendo i lavoratori dispersi, si evitava il rischio di ribellioni.

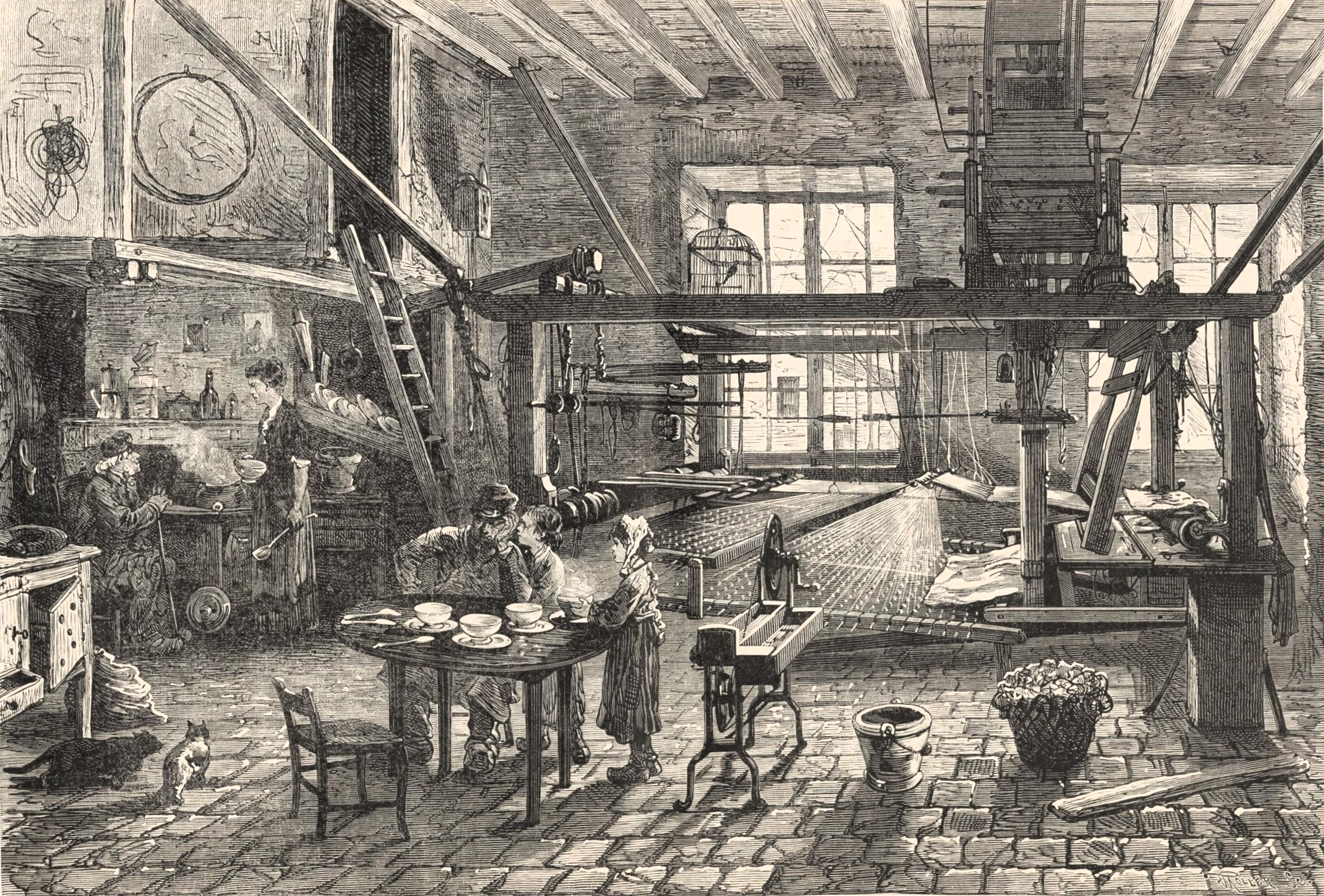
Interno di un canut, all'epoca della crisi del 1877.

Dal 1850, i telai meccanici (inventati da Edmund Cartwright) sostituirono gradualmente quelli manuali. Questa nuova tecnica, unita all'introduzione della macchina a vapore, portò al raggruppamento nelle fabbriche.
Nel 1886, il consiglio municipale di Lione creò un marchio, con lo stemma della città, che consentiva agli acquirenti di riconoscere un tessuto realizzato a Lione.
Nel 1894, in Le Littré de la Grand'Côte, Nizier du Puitspelu scriveva: 
(Nizier du Puitspelu, Le Littré de la Grand'Côte)
Nel 1901, a La Croix-Rousse, ebbe luogo l'inaugurazione della statua a Joseph-Marie Jacquard l'inaugurazione della statua di Jacquard: "bienfaiteur des ouvriers en soie" (benefattore degli operai della seta). C'erano a quel tempo 500 telai meccanici.
L'invenzione della viscosa, nota anche come seta artificiale, fu il colpo finale per questa industria.
Oggi rimangono solo pochi telai a mano, tutelati da musei nazionali o associazioni di ex tessitori.
Nella seconda metà del XX secolo, vecchi capi o direttori di officina parlarono dei loro ricordi, dell'importanza della vita regolare, quasi monotona e umile dei canut:
le nove, cioè quando la zuppa era cotta, tutti venivano, prendevano la loro ciotola e poi andavano a mangiare accanto al loro telaio oppure mangiavano a tavola, e poi basta...»
(Francisque G., responsabile officina: Parole di "canut".)
Ma la fine dei canut fece emergere le tensioni un'ultima volta. I capisquadra si interrogavano con i compagni, questi impiegati più o meno affidabili, che concentravano i ricordi buoni e cattivi dei vecchi tempi. Il loro lavoro permetteva ai capi fabbrica di guadagnare di più e di realizzare più profitti, ma gli ultimi capi delle officine li descrissero come persone molto versatili. Secondo loro, questi compagni non avevano un nucleo familiare, la base della fabbrica, quindi non sarebbero stati dei veri canut. Tuttavia, i capisquadra lodavano le qualità tecniche dei loro compagni, spesso con entusiasmo. Questo difficile ricordo riflette le preoccupazioni che accompagnarono la fine del tempo dei canut perché se i compagni non potevano vivere della loro arte, alla fine del XX secolo, i capisquadra non potevano fare molto di più. Spiccano le disuguaglianze del sistema della fabbrica: quando la contrattazione del lavoro portava a un ribasso, spesso era il compagno la vittima; poteva perdere il lavoro nell'indifferenza. La coesione di botteghe e compagni, altra base della fabbrica, spesso di successo nel XIX secolo perché i capi si vedevano più come operai che come padroni, soffriva con gli ultimi canut.

## Il laboratorio dei canut
Essendo il laboratorio a conduzione familiare, l'appartamento dei canut era organizzato sulla base della convivenza lavoro-famiglia. La famiglia faceva tutto quello che poteva fare in officina, e quello che non poteva era affidato ai compagni, per gli uomini, o alle compagne, per le donne. Era consuetudine che compagni e compagne fossero ospitati e nutriti in officina, e il caposquadra deduceva le spese di alloggio dal loro salario. Sul lato finestra c'erano i telai, mentre nell'angolo più buio era montato un soppalco: la parte superiore ospitava la camera da letto, mentre la parte inferiore fungeva da cucina.
Sul soffitto, grandi travi in rovere permettevano di fissare saldamente l'imponente telaio. Le alte finestre lasciavano entrare la luce.
In un angolo c'era spesso un uccello in gabbia. La sua buona salute garantiva l'assenza di gas tossici.

## Etimologia

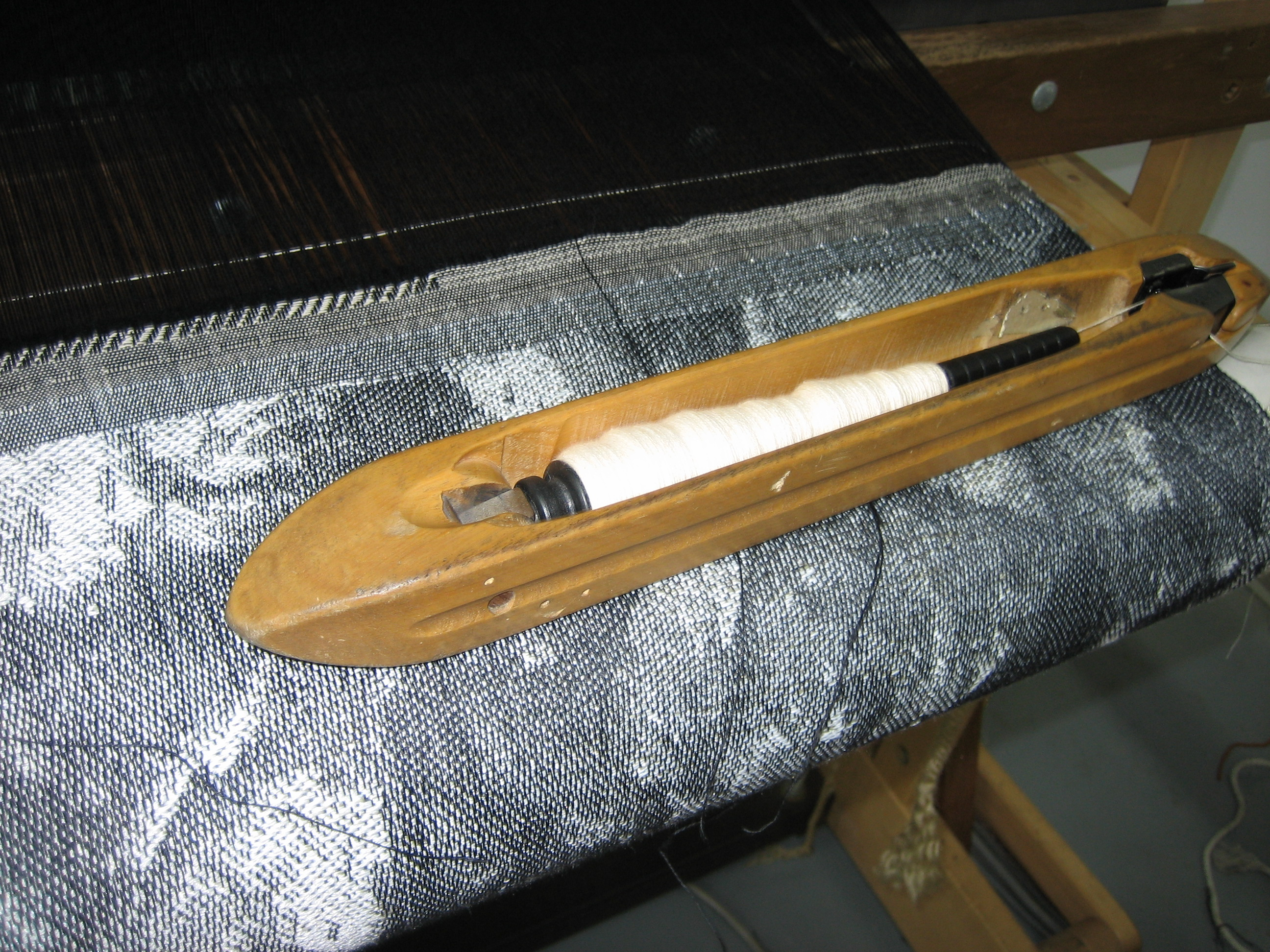
Bobina e navetta telaio jacquard.

Il termine "canut" (di cui non si conosce l'origine esatta) apparve, sembra, per la prima volta nel 1805 in un'opera di Lasselve, professore al Conservatoire des arts de Lyon, dal titolo Description raisonnée du métier à la petite tire. L'autore menziona "la triviale dénomination de canut" (il banale nome di canut). Il sostantivo femminile "canuse"  è attestato nel 1928 (X. Privas, La Chanson de Lyon).
Esistono diverse altre ipotesi:
- Potrebbe essere la condensazione dell'espressione "voici les cannes nues!" (ecco le canne nude!) date che un bastone senza ciondolo o nastro era considerato un segno di povertà.
- Potrebbe anche derivare dalla parola italiana canuto[10].
- Più probabilmente, la parola "canut" Indicava colui che usava la bobina (bobina di filo, di legno con ghiera, che percorreva il telaio suonando "bistanclaque-pan").

Il termine "canut", nel XIX secolo, era considerato dispregiativo.

## La stampa canuse
La stampa canuse prese radici nel XIX secolo nella concezione della loro professione da parte dei canut, che a quel tempo si consideravano sviluppatori non solo di un prodotto, ma soprattutto di un'economia politica. Con la loro organizzazione industriale, cioè la tessitura, che differiva dall'organizzazione della manifattura che i mercanti avrebbero voluto imporre loro, si guadagnano da vivere ed era il loro orgoglio. Meglio ancora, credevano di offrire a tutti i lavoratori, di tutti i mestieri, una soluzione politica in grado di garantire la loro sussistenza e la loro esistenza produttiva e pacifica. In questo spirito combattivo, sembrava loro inutile costruire un organo di stampa per pubblicare le loro notizie e difendere i loro interessi, perché. 
(Indicator, numero 1 del gennaio 1934)
Chi dice stampa, dice stamperia. Ma Dominique Varry, specialista della storia del libro, afferma che, a quel tempo, le macchine da stampa erano controllate in modo efficace e severo dal potere politico. Tra il 1810 e il 1870 i vari governi crearono e mantennero il sistema dei brevetti, autorizzazione che gli stampatori dovevano acquisire, dopo molte difficoltà, e che poteva essere ritirata dall'oggi al domani senza spiegazioni. Inoltre, la procedura richiedeva un giuramento di fedeltà al regime. Era quindi estremamente rischioso stampare giornali sfavorevoli alle autorità di governo. 
Cinque tipografi accettarono di lavorare per la rotativa canuse; Théodore Lépagnez, Hyacinthe Charvin, Jérôme Perret, Jean-Marie Boursy e Benoît Boursy, figlio del precedente. Hyacinthe Charvin era il tipografo della prima serie di Echo de la fabrique; stampava anche La Glaneuse. Cessò la sua attività nel 1843 e si trasferì nell'Ain, a Belley. Jérôme Perret stampava L'Homme rouge e L'Écho des Ouvriers, oltre a un piccolo opuscolo intitolato Banquet Industrielle pour les Anniversary de la Fondation de L'Écho de la fabrique, datato 28 ottobre 1832. Il padre e il figlio Boursys esercitarono per mezzo secolo, dal 1813 al 1863, e furno oggetto di numerosi rapporti di polizia, che denunciavano, ad esempio: 
(Rapporto di polizia)

### L'irruzione della stampa con l'Echo de la Fabrique
Il 23 ottobre 1831, poche settimane prima della grande insurrezione del novembre 1831, apparve l'annuncio della creazione del primo giornale operaio su iniziativa dei canut: L'Écho de la Fabrique. Quest'ultimo consentiva il dibattito nella comunità dei canut. Grazie a questo foglio i canut si informavano, discutevano e cercavano di adattare il regime della fabbrica di Lione all'evoluzione industriale in atto, in modo da preservare la loro autonomia e la loro libertà. Tra i suoi principali editorialisti ci furono Antoine Vidal (lavoratore di tulle, insegnante, caporedattore fino alla sua morte nel 1832), Joachim Falconnet (un direttore di officina che creò altri giornali canut in seguito) e Marius Chastaing (avvocato, direttore di officina, direttore dal 1832 al 1833). Questo giornale fece la cronaca delle sessioni del "tribunale del lavoro", volle costruire un'associazione industriale, l'economia sociale o l'educazione reciproca, riflettendo con i sansimoniani, i fourieristi e i repubblicani, forniva consigli su igiene, tecniche di professione e pubblicava molte poesie, canzoni, sciarade e barzellette.
L'Écho de la Fabrique è oggi una base di ricerca, utilizzando metodi di analisi dei dati testuali, su come si costruisce il senso sul posto di lavoro. Questo giornale è stato per i canut il luogo di un'affermazione collegiale del discorso dei giornalisti. Vi trovarono i propri punti di riferimento, per descrivere la forza della produzione dei canuse e per appropriarsene e dargli significato. È così possibile osservare l'evoluzione letteraria delle parole lavoratore, popolo o proletariato dalla penna di Antoine Vidal. La parola lavoratore è più una qualifica commerciale che una qualifica di classe. Ad esempio, partecipa a espressioni come maestro-operaio, direttore di officina-lavoratore; si trova anche in espressioni come operaio di Lione, operaio manifatturiero, operaio della seta. Su questa base, che qualifica una persona oltre che un gruppo, Vidal difenderà la sua esistenza, il fatto che questa persona, questo gruppo, questa società, contano. Questo è un motivo molto comune dell'epoca, che si può già trovare negli scritti rivoluzionari, ad esempio in Maximilien de Robespierre che disse nel 1789: 
imparano a valorizzarsi.»
(Robespierre, (Œuvres, XI, 2007, 210).)
Su questo tema scrisse Vidal, 40 anni dopo: 
(Antoine Vidal)
Dall'autostima si passa all'organizzazione sociale: è un riassunto dell'intera posizione dell'Echo de la Fabrique. Questa nozione di popolo alimenterà anche la nozione di proletario, prima associando i due per provocazione, poiché le persone erano una nozione di valore mentre il proletario era una nozione di svalutazione, provocazione che ha permesso di gettare nell'ombra la nozione di aristocrazia. il proletariato come azione popolare e sociale. Ad esempio, scrisse Vidal: 
(Antoine Vidal)
Attraverso queste azioni linguistiche, i giornalisti costruirono nozioni e concezioni che saranno riprese nei movimenti popolari che seguiranno.

### Esplosione e attaccamento alla città
Negli anni 1833-1835 iniziò una quasi guerra all'interno della stampa canuse, nel contesto di un'esplosione nel numero dei suoi titoli. Queste controversie scivolarono nei dibattiti per il repubblicanesimo o per il fourierismo. I relatori si chiedevano chi fosse il vero motore della loro emancipazione, chi era presente nelle lotte, chiedendo giustificazioni agli altri. Molti eccessi stavano emergendo nelle opinioni reciproche. Il mutualismo, per alcuni era inutile, per altri era il senso della storia. Anche nel pieno della rivolta del 1834, con articoli incendiari, si accusavano di debolezze durante le insurrezioni. In questi dibattiti, le domande delle persone erano essenziali: Il signor Chastaing, uno dei principali ospiti dell'Echo de la fabrique, era classificato, o sospettato di essere, tra i repubblicani; il signor Falconnet, ancora al centro degli sforzi delle associazioni industriali, era accusato di non essere favorevole al mutualismo e così via. Il mutualismo ne uscirà vittorioso, per un po', da questa lotta fratricida. Forse anche il dinamismo delle recensioni operaie, i cui confronti si erano moltiplicati in più parti che si associavano o si dissociavano: mutualisti o anti-mutualisti, repubblicani contro fourieristi, repubblicani politici contro repubblicani sociali, operai contro intellettuali... Senza sapere se ci fosse causa ed effetto, la censura del governo venne aumentata durante il periodo, iniziando a considerare le questioni economiche e sociali come questioni politiche. Questo irrigidimento sarà fatale per l'Écho de la fabrique.
In questo contesto dinamico, venne pubblicato a Lione un primo giornale femminista, Le Conseiller des femmes, creato da Eugénie Niboyet. Non aveva alcun rapporto diretto con i canut, ma condivideva con loro un interesse per le teorie di Saint-Simon e Fourier. Difendeva un socialismo umanitario e un'attenzione al dolore e alla classe operaia. Difendeva anche l'educazione delle donne, sulla base delle idee di Johann Heinrich Pestalozzi, Marc-Antoine Jullien de Paris o Albertine de Saussure. Nel 1834 ribattezzò questo giornale Mosaïque Lyonnaise.
L'Écho de la Fabrique cadde vittima della repressione in seguito alla seconda rivolta, nell'aprile 1834, e dovette cessare la pubblicazione: la sua ultima uscita fu quella del 4 maggio 1834.
Dal 21 settembre comparvero due nuovi giornali che rivendicavano la sua eredità: L'Indicateur e Tribune prolétaire. Questi due giornali durarono appena un anno e cessarono di essere pubblicati nel luglio 1835. Si occupavano del commercio della seta a Lione, occupandosi di questioni industriali (all'epoca, questo termine significava fondamentalmente l'organizzazione della produzione), questioni sociali e opere letterarie. Altri giornali nati in questo periodo erano ispirati dallo spirito dell'Echo de la fabrique, ma cercavano un pubblico più ampio. L'Indicateur, nel frattempo, aveva affermato di far parte a pieno titolo della mutua associazione al servizio dei canut; si considerava un think tank per l'economia sociale, guidando l'attuazione della riforma commerciale, a tal punto da partecipare alla creazione della prima cooperativa a Lione, con un uomo di nome Michel Derrion, seguendo le tesi del fourierismo. Lo scopo della Tribune prolétaire era l'emancipazione dei lavoratori della seta, affidandosi ai capi delle botteghe; riferiva sul lavoro dei tribunali del lavoro, a volte cercando di influenzarli. Questi due giornali vennero soppressi dal governo in vigore (la monarchia di luglio) e scomparvero rapidamente.
Una nuova fioritura giornalistica avvenne tra il 1840 e il 1848. Si riferiva a quella che era diventata la "tradizione" dei giornali canut: non meno di quattro di loro portavano nel nome il termine "Écho", vale a dire L'Écho des Ouvriers (dal 1840 al 1841), L'Écho de la fabrique del 1841 (dal 1841 al 5 febbraio 1845), L'Écho de la fabrique del 1845 (1845, sei mesi e pochi numeri) e L'Écho de l'Industrie (dal 1845 al 1847); inoltre, i primi due erano diretti da Marius Chastaing, ex direttore dell'Echo de la fabrique. La stampa stava diversificandosi; da un lato, verso un ampliamento del pubblico di lettori, rivolgendosi a un pubblico diverso da quello dei mestieri della seta, e dall'altro, al contrario, verso una specializzazione in questa e quella posizione. Inoltre, queste riviste cercavano un'identità dottrinale: il lavoro (alcuni numeri del 1841) aveva un orientamento comunista, l'Avenir (1846-1847), diretto da Joseph Reynier, un canut direttore di officina, era un fourierista. Questi giornali facevano parte della "piccola stampa", mentre i principali giornali di Lione, come Le Journal du commerce o il Courrier de Lyon, facevano parte della "grande stampa". Anche all'interno della piccola stampa, i giornali canut evevano uno spirito speciale, perché si consideravano portatori di una missione, se non di un sacerdozio: promuovere e difendere gli interessi della propria comunità. Sfidavano le posizioni politiche del resto della stampa, se necessario; fornivano informazioni sul commercio della seta che non si trovavano altrove; seguivano quotidianamente l'attività della fabbrica; chiedevano con forza i diritti della stampa operaia; rievocavano la memoria delle rivolte del 1831 e del 1834, organizzando le loro commemorazioni. Questi erano giornali aziendali. Ad esempio, se il Courrier de Lyon (grande stampa) pubblicava un articolo su presunte folle canut agitate, l'Echo de la fabrique del 1841 rispondeva immediatamente in modo infiammatorio. Un altro tema faceva parte dell'eredità degli anni trenta dell'Ottocento: quello dell'associazione, del mutualismo; questo tema era ampiamente sviscerato, in iniziative e punti di vista estremamente variegati. Le associazioni, guidate dai capi officina, per quartiere e per categoria di tessitura, erano le più visibili.
Il 1848 fu un anno cruciale per la stampa dei canut: il tipico giornale di settore cessò di diventare il giornale del popolo. La "stampa canut", in senso stretto, cessò di esistere, e quello che prima era un giornale canut divenne portavoce della classe operaia. Quell'anno vide un'esplosione di titoli, fogli effimeri, a difesa degli interessi della Repubblica Democratica Popolare, dove la presenza dei canut era preponderante, ma dove la pretesa caratteristica dei giornalisti e dei lettori era quella di appartenere al popolo repubblicano. Accanto alla piccola stampa apparve una "piccolissima stampa", strettamente legata all'ambiente politico, iper specializzato, ad esempio nell'organizzazione di elezioni in un club di quartiere, nella pubblicazione di discorsi e risoluzioni. Anche in questo caso, la nozione di associazione era l'impegno trainante. Queste riviste furono di grande importanza per tutto ciò che riguardava l'organizzazione del lavoro a Lione.
La stampa lionese rimase in vita sotto il Secondo Impero, vale a dire negli anni cinquanta dell'Ottocento. La sorveglianza amministrativa del regime imperiale permetteva persino di seguire la comparsa di una "stampa immaginaria", costituito da dichiarazioni di progetti di giornali inediti, che dimostravano che anche le persone modeste della popolazione di Lione volevano creare il proprio giornale. Ad esempio, Jean Rubin, un tessitore come gli altri, con due telai nella sua casa nel quartiere Saint-Just, nel 1865 desiderava creare un giornale dal titolo En avant les gones (avanti i giovani). Un altro tessitore, con tre telai, François Xavier Joseph Nové-Josserand, chiese nel 1866 di creare Le journal du diable (il giornale del diavolo); l'indagine amministrativa attestò che aveva creato la canzone Vive Guignol, che indispettì le autorità, e per la quale venne citato in giudizio per diffamazione. Ma il giornale più letto dei canut era Le Progrès, un giornale generalista nella corrente principale di Lione, che era stato appena creato all'epoca. Aveva un orientamento sociale e democratico e sosteneva lo sviluppo del movimento cooperativo. I canut lo leggevano come un giornale di una grande città, a cui ora erano attaccati. Anche nella piccola stampa divennero rari gli organi che sostenevano la memoria delle rivolte canut. Non erano più un popolo emergente, ma facevano parte della società liberale in formazione, e la loro integrazione nella città di Lione, intesa come città organizzata intorno alla comunità e al lavoro, era a buon punto.

## Influenza dei canut
Per difendere la loro dignità e le loro condizioni di vita, i canut si erano ribellati, ma avevano anche saputo inventare nuove forme di organizzazione sociale come il " mutualismo", il "tribunale del lavoro" e le cooperative.

### Dalla mutualità al mutualismo
Dopo la crisi economica del 1825, i canut e i loro compagni, incoraggiati dai cattolici, crearono società di mutuo soccorso, mentre le associazioni professionali (sindacalismo) erano state vietate dalla legge Le Chapelier.
Le società di mutuo soccorso riunivano i lavoratori che, a fronte di un contributo mensile, ricevevano assistenza in caso di malattia, disoccupazione o vecchiaia.
Nel 1828, i capi officina fondarono il "Devoir mutuel". Per aggirare le disposizioni del codice penale che proibivano le coalizioni e reprimevano le riunioni di più di venti persone, si organizzarono sotto forma di una società segreta e la suddivisero in laboratori di venti membri.
Nel febbraio 1832 gli operai, "compagnon" e apprendisti, crearono una propria struttura di mutuo beneficio: la " Société des Ferrandiniers".
Nel 1871, con l'istituzione della III Repubblica, la mutualità divenne mutualismo.

### Il tribunale del lavoro
Il primo tribunale del lavoro venne creato da Napoleone Bonaparte nel 1806 (legge del1'8 marzo 1806). Riguardava solo l'industria della seta a Lione poi anche ad Avignone (febbraio 1808) ma sempre nello stesso ramo industriale.
Fu di capitale importanza per i canut e il loro giornale, L'Écho de la Fabrique, che forniva rapporti settimanali sulle sessioni.
Molto rapidamente, i canut denunciarono il ruolo del tribunale del lavoro "favorable aux marchands fabricants" (favorevole ai commercianti produttori) e chiesero la parità tra commercianti e tessitori nel consiglio.

### Cooperative di fornitura
Nel 1834, Michel-Marie Derrion delineò i principi che difendeva nel suo libro Le Commerce veridique et social.
Il 24 giugno 1835, aiutato da Joseph Reynier (direttore dell'officina, Saint-Simonian e Fourierist), fondò la prima cooperativa di consumatori francese al 6 de la Montée de la Grande-Côte (attuale numero 95). Ma, dopo tre anni di attività, l'esperienza di Derrion si era conclusa.
Tuttavia, le cooperative rinacquero a La Croix-Rousse dopo il 1848.

## Lo spirito canut oggi
I lionesi, quelli di "La Croix-Rousse" in particolare, spesso affermano di avere uno "spirito canut". I riferimenti sono molto numerosi.

### Guignol

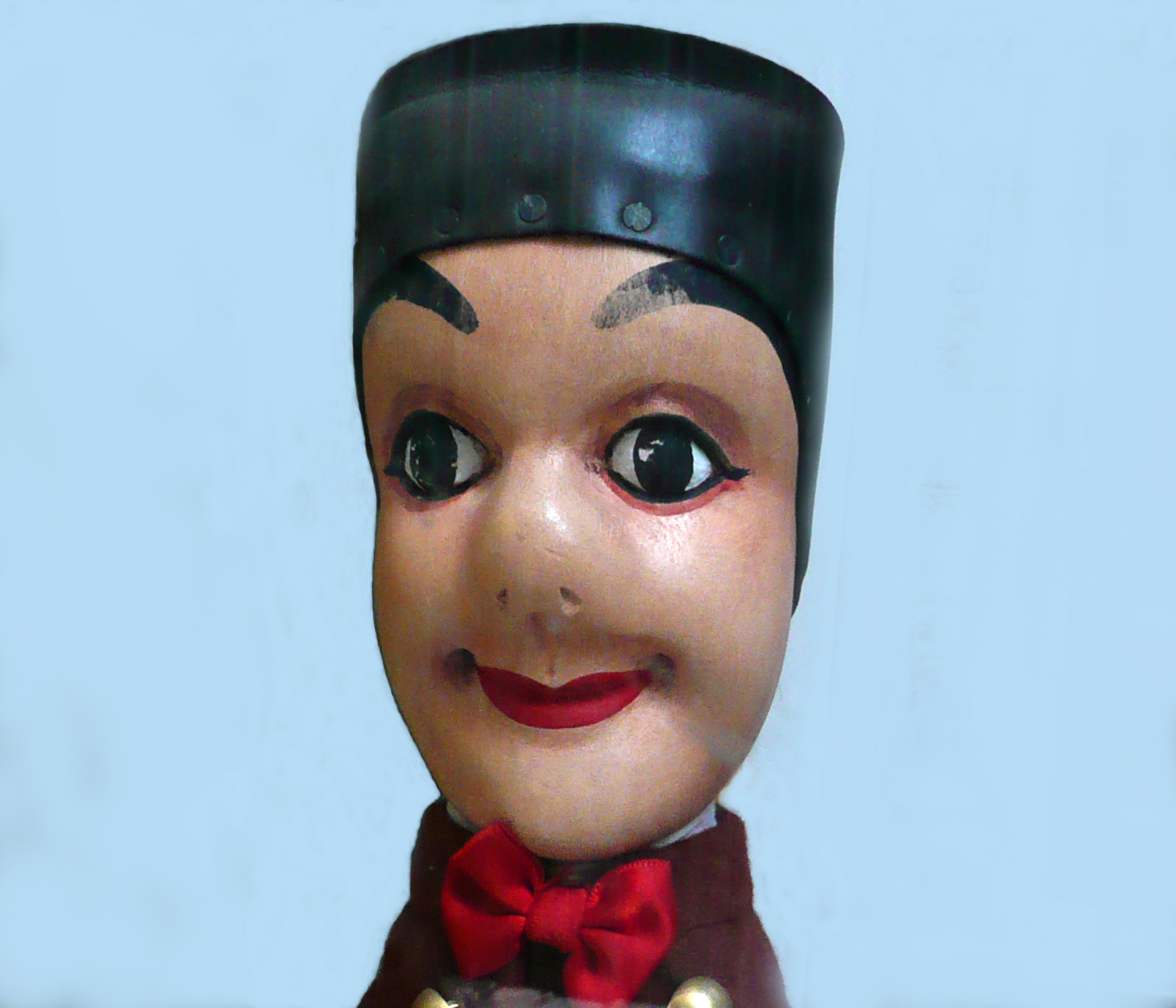
Guignol di Lione

Laurent Mourguet, il creatore di Guignol, era nato in una famiglia di canut. Quando inventò il suo famoso burattino, il suo pubblico era composto da lavoratori dei quartieri di Saint-Georges o La Croix-Rousse.
Così, nella commedia Le Déménagement, Mourguet fece di Guignol un idiota che viveva a La Croix-Rousse. In molte altre commedie, anche se variava la sua professione (calzolaio, servo, contadino), utilizzava sempre un vocabolario derivato dalla lingua canut.
Guignol era anche vestito da canut. Il suo copricapo lasciava dietro di sé solo una lunga treccia avvolta, chiamata salsefrica, che aveva lo scopo di evitare che i capelli rimanessero impigliati nei fili dei telai.

### La canzone dei canut
Le Chant des canuts (o Les Canuts) è stato scritto nel 1894 da Aristide Bruant. Il testo è ispirato alla versione francese di Maurice Vaucaire del poema Les Tisserands de Silesia di Heinrich Heine. Questa canzone prese il posto della canzone storica originale dei tessitori ribelli della Slesia come è citata in Les Tisserands di Gerhart Hauptmann, un'opera teatrale diretta da André Antoine nel 1893 al Théâtre Libre di Parigi in una traduzione di Jean Thorel. Eseguita da Bruant all'Esposizione Universale di Lione nel 1894, Le Chant des canuts è diventata una famosa canzone di lotta, come Le Temps des cerises o Bella ciao, ed è stata riproposta da Yves Montand, Leny Escudero e più recentemente da Éric la Blanche.

### Boulevard des Canuts
Boulevard des Canuts è una strada di Lione, situata sull'altopiano de La Croix-Rousse.

### Il murale dei canut
Su circa 150 murales presenti nell'area metropolitana, la città ne conta 65 tra cui il "murole di canut", situato in boulevard des Canuts. Questo murale dipinto a Trompe-l'œil dalla Cité de la Création (cooperativa di artisti) copre un'area di 1 200 m2, rendendolo il più grande murale dipinto a trompe-l'oeil in Europa. Realizzato nel 1987, questo dipinto è stato aggiornato nel 1997, 2002 e 2013.
Gli artisti della Cité de la Création hanno acquisito la loro fama in parte grazie a questo dipinto che è stato uno dei loro primi successi e rimane una delle loro opere principali.
Stranamente, la prima versione del murale non prevedeva alcun riferimento reale ai canut, a parte la presenza di Guignol. Bisognerà attendere le versioni successive per vedere apparire bobine di seta e un telaio.

### La casa dei canut
Installata La Croix-Rousse, rue d'Ivry, la Maison des Canuts dovrebbe essere:
(Motto.)
Comprende un museo (dimostrazioni di tessitura su telai a mano) e un negozio.

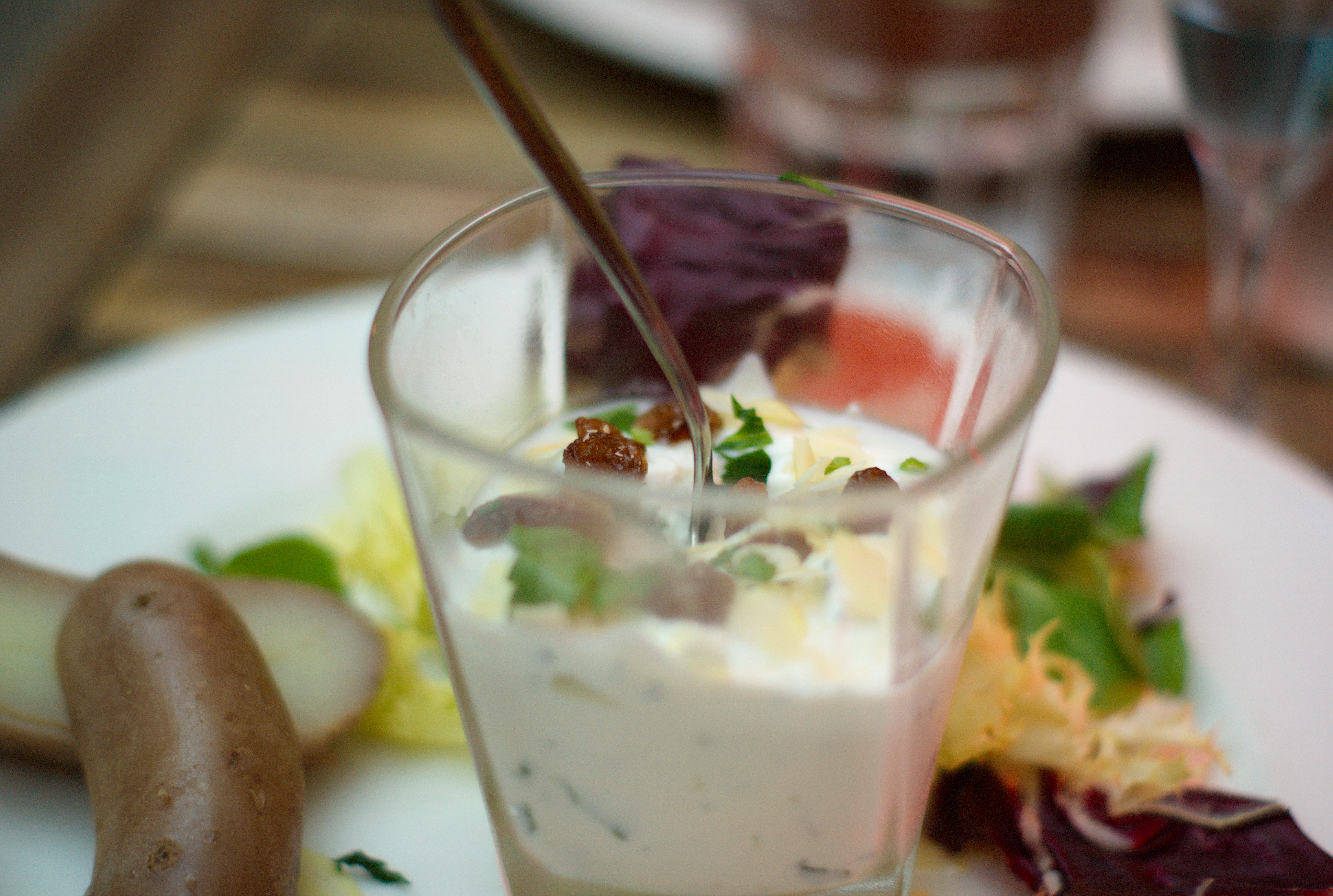
Cervello dei Canut

### Il cervello di canut
La parola "canut" si trova anche nella gastronomia di Lione con un piatto chiamato cervelle de canut (specialità a base di "intriora"), fa parte del mâchon.

### Associazioni
A La Croix-Rousse, molte associazioni affermano di avere uno "spirito canut", tra queste: L'Esprit canut (associazione che lavora per la creazione di un museo di canut a Lione), Radio Canut (radio associativa il cui slogan è "la più ribelle delle stazioni radio!"), I-canut (sito web, "portale cittadino" dedicato all'espressione delle associazioni e degli abitanti del distretto), la Repubblica dei canuti Archiviato il 30 settembre 2011 in Internet Archive. (che perpetua le tradizioni di Lione e organizza ogni anno la raccolta al Clos des Canuts) o la Seta Vivente (per la conservazione e la valorizzazione del patrimonio lionese del mestieri della seta) che organizza visite guidate negli ultimi laboratori di tessitura del comprensorio.

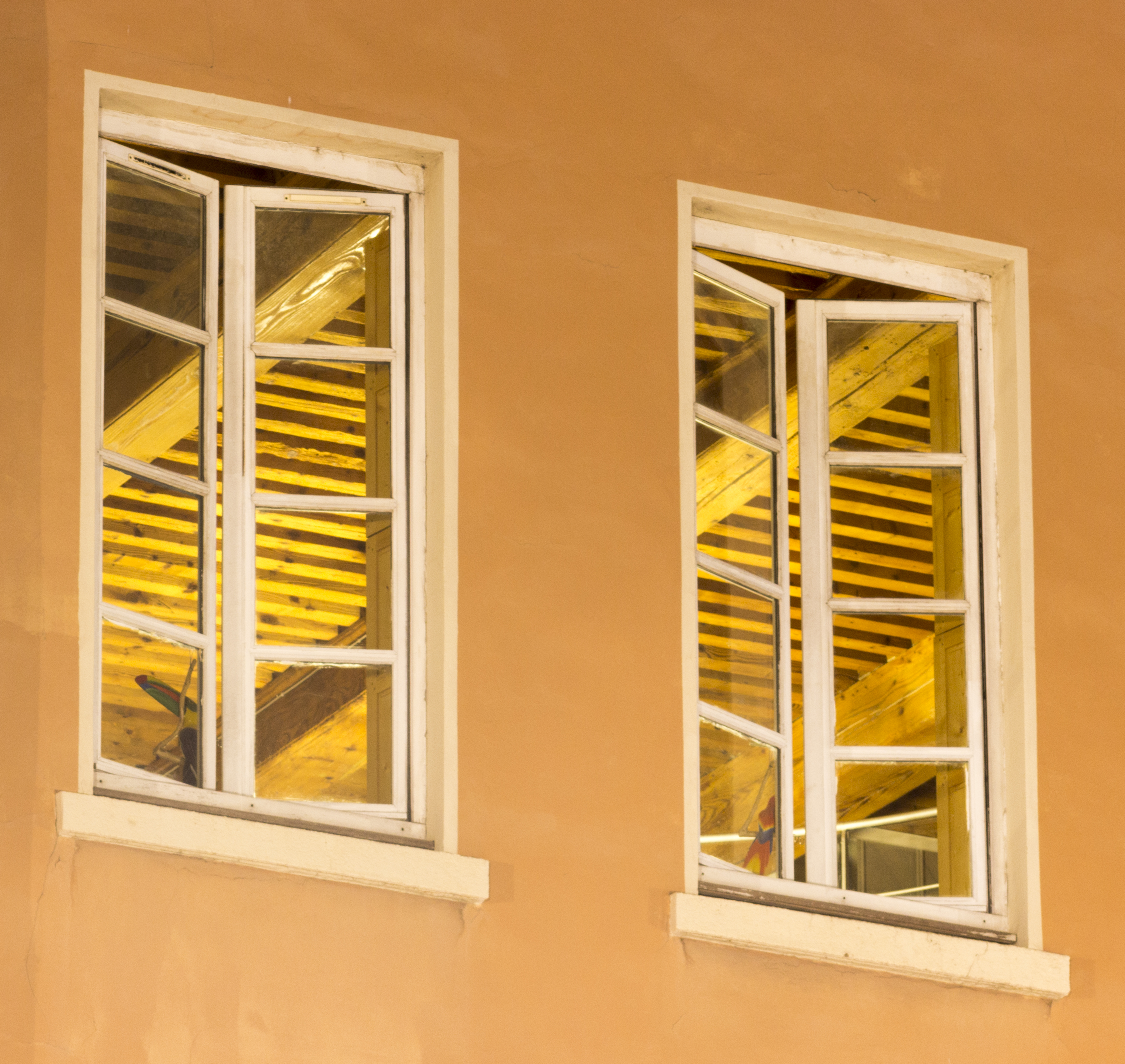
Dettagli delle finestre Canut della Maison Brunet a Lione.

### Edifici canut
Tipici di La Croix-Rousse, gli "edifici canut" sono edifici di cinque o sei piani che ospitano ex tessiture. Sono caratterizzati da soffitti alti, finestre alte, travi a vista nonche "loft" (soppalchi). Il meccanismo inventato da Jacquard e messo a punto da Vaucanson era posizionato sopra i telai e richiedeva un'altezza del soffitto di 4 metri per accoglierlo.

## Canut nella finzione
- Le Seigneur de la Soie, romanzo di Carole Dagher, Éditions Plon, 2004.
- Le Chant des canuts, romanzo di Louis Muron, ed. Presses de la Cité, Parigi, 2002.
- Les mulriers de la tourmente, romanzo di Karim Tabet, Éditions Tensing, Parigi, 2014.

Letteratura giovanile
- Claudine de Lyon, romanzo di Marie-Christine Helgerson, ed. Flammarion, Parigi, 1998.
- La Révolte à deux sous, romanzo di Bernard Clavel, pubblicato da Albin Michel, 1992.